# Wladimiro Malatesti
Wladimiro Malatesti (Roma, 1908 – 1967) è stato un karateka italiano.

## Biografia
È stato il primo maestro italiano di karate.
Fu un grande campione di pugilato iscritto alla Palestra Ginnastica Fiorentina Libertas, vinse molte riunioni pugilistiche spesso organizzate dalla Libertas negli anni venti. Il suo più grande successo fu il titolo di campione toscano conquistato il 10 aprile 1922 nei pesi “Bantanus”. Dopo una carriera di tutto rispetto dovette però abbandonare questa disciplina per problemi di vista e si dedicò alle arti marziali, diventandone un protagonista nel karate e Jūdō.
Dopo aver navigato a lungo nei mari dell'estremo oriente e dopo aver imparato il Karate direttamente dal Maestro Kudo Midio 3º dan di Karate e di Jūdō, tra il 1955 e il 1957 fonda a Firenze la prima scuola italiana di Karate: il Kodokan.
Lo stile che insegnava è molto vicino allo Shotokan.
È stato inoltre fondatore, nel 1958, della Federazione Italiana Karate (FIK), la prima federazione italiana dedicata a questa arte marziale.
Fu il primo italiano ad invitare un maestro giapponese: il Maestro Tetsuji Murakami.
Uno dei suoi primi allievi è stato il Maestro Francesco Romani.